# 水上計程車

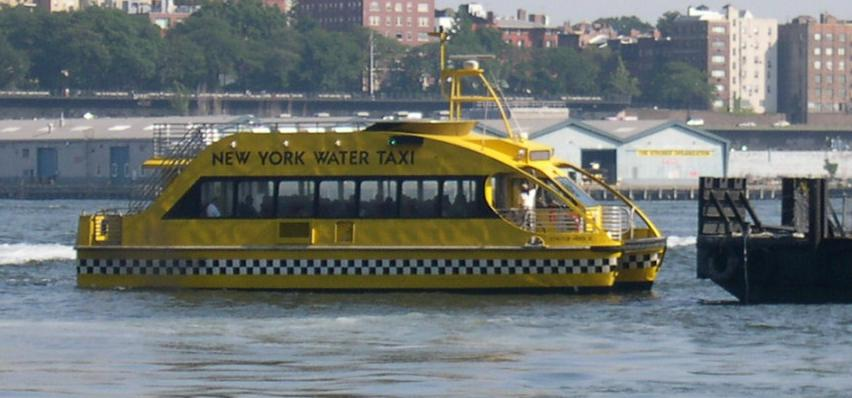
紐約市十一號碼頭的水上計程車

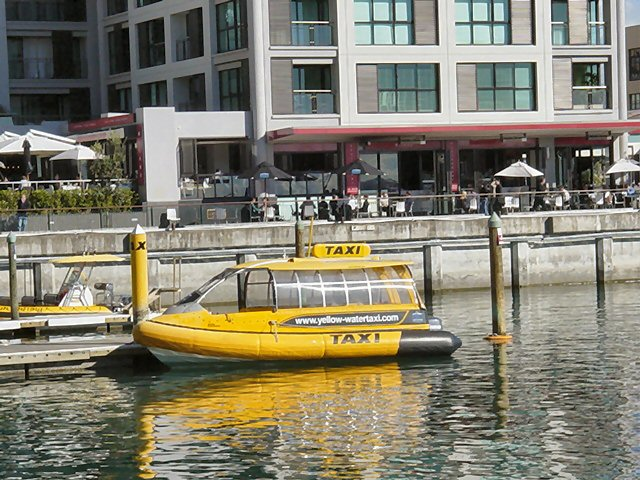
新西兰奧克蘭的水上計程車

水上計程車，是用於擁有河道的城市的公共交通工具，其特性为不固定航线，仅搭載數位乘客，与渡輪及水上巴士不同。部分水上計程車公司亦提供水上巴士服务，在美式英语中，水上計程車亦可指代水上巴士。

## 各國情勢
在美國，紐約、巴爾的摩、勞德代爾堡都有此項交通工具。
在義大利威尼斯有與的士相類的只搭載少量乘客的水上計程車。俄羅斯莫斯科因應交通問題，分別推出各種計程車的服務項目，包含水上計程車。在韓國首爾，近幾年在漢江亦見。

## 意外
在2004年3月6日，在美國巴尔的摩一艘屬於Living Classrooms基金會的Seaport Taxi（海港計程車）在該市內碼頭因為風暴翻側，5人罹難。